# Alyssum polycladum
Alyssum polycladum là một loài thực vật có hoa trong họ Cải. Loài này được Rech.f. mô tả khoa học đầu tiên năm 1951.